# Ефект пульсара
Ефект пульсара — груповий ефект, циклічна зміна групової активності залежно від різних стимулів.

## Психологічна характеристика
Це зміна групової активності залежно від різних стимулів. Групова активність розгортається як цикл: оптимальна активність, необхідна для нормальної роботи групи — підйом активності — спад активності — повернення до оптимального рівня активності. Розгортання цього циклу залежить від зовнішніх (отримання групою термінового завдання) і внутрішніх (прагнення членів групи вирішити проблему) стимулів. Відповідно до ефекту пульсара активність групи різко підвищується на початку діяльності, а коли завдання вирішене, настає спад активності. Потім рівень активності знову піднімається до оптимального рівня, необхідного для нормальної злагодженої роботи групи.